# D'Estrées (1867)
Pour les autres navires du même nom, voir d'Estrées (navire).
Le D'Estrées ou Comte D'Estrées est un aviso de 1re classe construit pour la Marine française. Mis sur cale à Cherbourg en 1864, il est lancé et armé en 1867. Il sert dans les Antilles, en Mer de Chine et en Afrique du Nord de 1869 à 1891, date à laquelle il est rayé à Toulon.

## Conception
La coque de l'aviso est en bois. Gréé en trois-mâts barque et mû par une hélice propulsée par deux chaudières, le D'Estrées atteint les 12,5 nœuds (23,15 km/h).
Lors de son lancement, il est armé d'un canon rayé de 160 mm (modèle 1864 ou 1866) et de 4 canons de 140 mm (modèle 1864 ou 1866), puis changés pour des modèles de 1870 que ce soit pour le canon de 160 mm ou ceux de 140 mm.

## Histoire
Mis sur cale en 1864, le D'Estrées est lancé en 1867 puis mis en service la même année. Commandé par la capitaine de frégate Desvarannes, il rejoint la Martinique en 1869 en passant par Québec, Montréal, et les côtes haïtiennes. Le navire retourne ensuite à cherbourg via New York et Brest. Mis en réserve, il est réarmé en 1870 pour une croisière en Atlantique puis Mer du Nord. Après un passage en rade de Lorient, il part pour la Mer de Chine puis le Japon où il transporte de Yokohama à Kobé, la délégation chargée d'observer le passage de Vénus. 
En 1881, sous le commandement du capitaine Charles Chambeyron, il part en station en Nouvelle-Calédonie jusqu'en 1884. À son retour le navire effectue des missions d'hydrographie en Tunisie (1886-1887). Il part ensuite à Alger et Bône et rejoint ensuite Tanger pour une mission de transport des mosaïques de Sousse.
Il est rayé des listes de la Marine à Toulon le 2 avril 1891,.